# 平民社

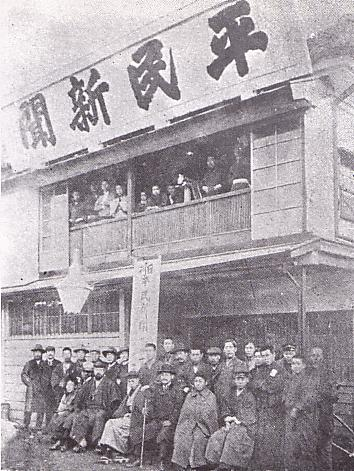
平民社

平民社（へいみんしゃ）は、明治日本で、非戦論を中核として結成された社会主義結社。中心人物は幸徳秋水と堺利彦。『平民新聞』（1903年創刊）は同社が発行した週刊新聞。

## 概要

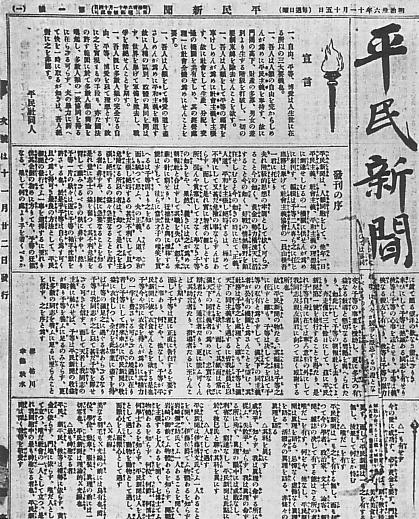
平民新聞の創刊号（明治36年11月15日）

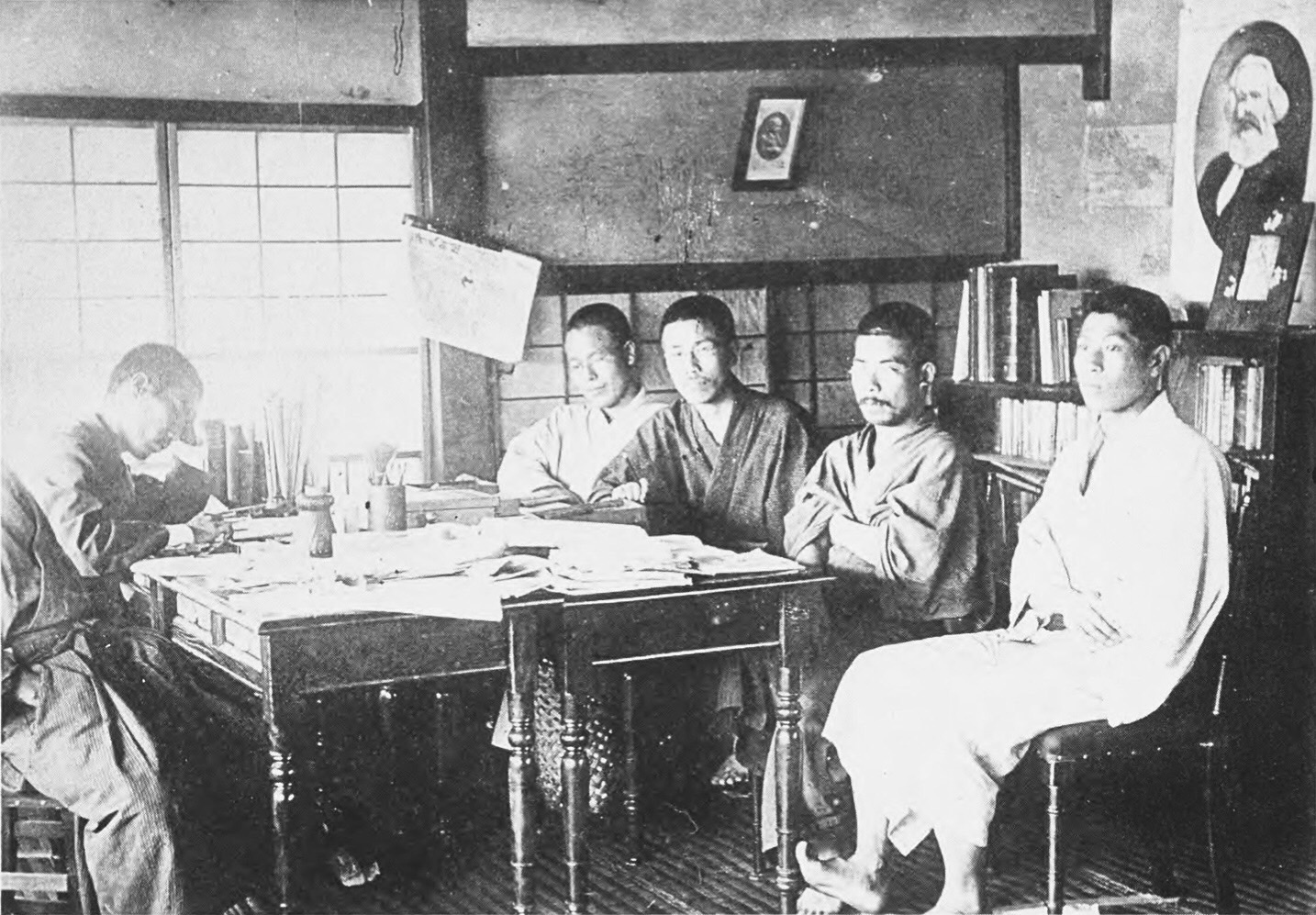
平民社の編集室。左から神崎順一、幸徳秋水、堺利彦、石川三四郎、西川光二郎、柿内武次郎。

1903年（明治36年）、日露戦争開戦を支持する対露同志会や七博士意見書などの攻勢とそれに対する世論の支持を見て、それまで非戦論を主張していた『萬朝報』が、社論を開戦論へと転換したため、これに異議を唱えた同紙記者の幸徳秋水と堺利彦（枯川）が、非戦論の主張を貫くために萬朝報の発行元である朝報社を退社。改めて非戦論を訴え、社会主義思想の宣伝・普及を行うために1903年（明治36年）10月27日、平民社を設立した。
形態は新聞社で、小島龍太郎や加藤時次郎、岩崎革也らが資金援助を行い、結成約一ヶ月後に「平民新聞」創刊に漕ぎ着けたが、社会主義者と社会主義支援者らのセンターの役割を担い、事実上、社会主義協会と共に社会主義運動の中心組織であった。
幸徳秋水は、2014年（平成26年）現在のJR大塚駅北口広場近くにあった借家に住んでおり、平民社は同地を拠点としていた（写真）。住居兼新聞社であった。
平民社は、週刊『平民新聞』を発行し、同紙は、1903年（明治36年）11月15日発行の第1号から、日露戦争さなかの1905年（明治38年）1月29日発行の第64号まで刊行された。また、平民新聞の終刊後は消費組合直行団の機関紙であった『直言』を毎週発行という形で平民新聞の事実上の後継として発行している。荒畑寒村の自伝によれば、このような形になったのは後継紙の新創刊という形では当局の許可が下りなかったためであるという。
週刊『平民新聞』第1号（11月15日）には、「平民社同人」の署名のある「宣言」と、堺と幸徳の署名のある「発刊の序」が掲載されている。「宣言」では、平民社が今後、「平民主義・社会主義・平和主義」を唱えていくことが述べられている。この二つの文書は、1901年（明治34年）に幸徳らによって結成されながらも直ちに禁止された社会民主党の「社会民主党宣言書」の精神を引き継ぎ、その後の日本における社会主義運動に大きな影響を与えたものであった。
『平民新聞』3月13日に社説「与露国社会党書」を掲載、手を携え共通の敵軍国主義とたたかうことを提言した。3月27日社説「嗚呼増税」を掲載、軍国制度・資本制度・階級制度の変改を主張し、発禁処分を受ける（今村恭太郎裁判官1904年4月5日判決）。
1904年（明治37年）7月には、週刊『平民新聞』の直接購読者は1400名となる。
週刊『平民新聞』第53号（1904年（明治37年）11月13日）には、新聞創刊1周年の記念として、堺と幸徳の共訳で『共産党宣言』が訳載された。翻訳はサミュエル・ムーア訳の英語訳からの重訳。日本における最初の『共産党宣言』の翻訳であった。
週刊『平民新聞』は、第1面に英文欄を設け、アメリカ合衆国やイギリス、ロシアの社会主義者らへ情報の発信をおこない、国際的な連帯を訴えた。
その成果のひとつは、戦争中の1904年（明治37年）8月にアムステルダムで開催された第二インターナショナルの第6回大会で、片山潜とロシア代表のプレハーノフが共に副議長に選出されて会議場で握手を交わし、社会主義者の国境を越えた連帯と協力を確認したことである。この握手は国際的連帯の成果として週刊『平民新聞』は勿論、各国の社会主義陣営の機関誌等で報道された。また、翌1905年には『直言』第7号でエスペラント語を紹介している。
日露戦争非戦の主張は官憲に目をつけられることとなり、『直言』は第32号をもって廃刊。財政難に陥った上、唯心論と唯物論との内部闘争もあって、戦争終結後の1905年（明治38年）10月9日、平民社は活動2年足らずで解散することになった（ただし、第二次世界大戦期のことを思えば非戦論の新聞が二年弱刊行を続けられたのは官憲が昭和期より寛容であったともとれる。黒岩比佐子は日本が言論の自由が認められた文明国であるということを国際社会に示すためあえて当局が黙認していたとみている）。
1907年（明治40年）1月15日に日本社会党の機関紙・『日刊平民新聞』の発行所として再興するが、当局の激しい弾圧にあって同紙は同年4月14日に廃刊、僅か3ヶ月で再び解散となる。翌年、三度再興するが1910年（明治43年）3月に解散。
幸徳事件で主要メンバーの大半を失った。

## 関連文献
- 荒畑寒村『平民社時代－日本社会主義運動の揺籃』、中央公論社、1973年（昭和48年）8月／Reprint: 中央公論新社、ISBN 4120002438
- 荒畑寒村著『平民社時代』（『中公文庫』）、中央公論社、1977年（昭和52年）2月／Reprint: 中央公論新社 ISBN 4122004187
- 荒畑寒村著『平民社時代 続』、中央公論社、1979年（昭和54年）11月。
- 李京錫「平民社における階級と民族－亜洲和親会との関連を中心に」、『大逆事件の真実をあきらかにする会ニュース』第43号、2004年（平成16年）1月。
- 絲屋寿雄著『菅野すが－平民社の婦人革命家像』（『岩波新書』）、岩波書店、1970年（昭和45年）1月。ISBN 400413126X
- 梅森直之編著『帝国を撃て－平民社100年国際シンポジウム』、論創社、2005年（平成17年）3月。ISBN 4-8460-0342-6
- 太田雅夫『初期社会主義史の研究－明治三〇年代の人と組織と運動』、新泉社、1991年（平成3年）3月。
- 柏木隆法ほか著『大逆事件の周辺－平民社地方同志の人びと』、論創社、1980年（昭和55年）6月
- 幸徳秋水 / 山泉進編集・解題『幸徳秋水』（平民社資料センター監修『平民社百年コレクション』第1巻）、論創社、2002年（平成14年）10月。ISBN 4846003531
- 堺利彦 / 堀切利高編・解題『堺利彦』（平民社資料センター監修『平民社百年コレクション』第2巻）、論創社、2002年（平成14年）10月。ISBN 484600354X
- 志村正昭「堺利彦－週刊『平民新聞』」、土屋礼子編著『近代日本メディア人物誌―創始者・経営者編』、ミネルヴァ書房、2009年（平成21年）6月。ISBN 978-4-623-05418-3
- シンポジウム‘平民社100年と「熊本評論」’事務局編『非戦・自由・人権－平民社100年と「熊本評論」（シンポジウム報告集）』、熊本近代史研究会・熊本歴史学研究会・田中正造研究会・熊本県歴史教育者協議会・「平民社100年」全国実行委員会、2004年（平成16年）5月。
- 鈴木裕子編『資料 平民社の女たち』、不二出版、1986年（昭和61年）3月。
- 西川文子 / 天野茂編『平民社の女-西川文子自伝』、青山館、1984年（昭和59年）12月。
- 林尚男『平民社の人びと－秋水・枯川・尚江・栄』、朝日新聞社、1990年（平成2年）9月。ISBN 4022562056
- 松本三之介『明治精神の構造』（『同時代ライブラリー』165）、岩波書店、1993年（平成5年）11月。ISBN 400260165X
- 山泉進編著『社会主義事始－「明治」における直訳と自生』（『思想の海へ「解放と変革」』8）、社会評論社、1990年（平成2年）5月。
- 山泉進『平民社の時代－非戦の源流』、論創社、2003年（平成15年）11月。ISBN 4-8460-0336-1
- 『初期社会主義研究』第7号（特集＝平民社90年）、初期社会主義研究会、1994年（平成6年）3月。
- 『初期社会主義研究』第16号（特集＝平民社百年）、初期社会主義研究会、2003年（平成15年）11月。